# Liste von Persönlichkeiten der Stadt Linz
Diese Liste enthält in Linz geborene Persönlichkeiten sowie solche, die in Linz gewirkt haben, dabei jedoch andernorts geboren wurden. Die Liste erhebt keinen Anspruch auf Vollständigkeit.

## In Linz geborene Persönlichkeiten

### Bis 1800
- Ambrosius Spittelmayr (1497–1528), Vertreter der österreichisch-süddeutschen Täuferbewegung
- Johannes Bünderlin (1499–?), Täufer und Spiritualist
- Elisabeth von Österreich (1526–1545), Titularkönigin von Polen
- Ferdinand II. (1529–1595), Erzherzog von Österreich
- Johann Gregor Memhardt (1607–1678), Baumeister und Politiker
- Conrad Seiser (1610–1654), Hof-, Stuck- und Glockengießer
- Johann Grueber (1623–1680), Forschungsreisender, Jesuit und Missionar
- Johannes Frisch (1628–1673/75), Bildhauer und Tischler
- Bernhard II. Weidner (1640–1709), Zisterzienser, Abt von Wilhering
- Johann Christian Frisch (1651–1677), Basler Bildhauer und Tischler
- Romanus Weichlein (um 1652–1706), Komponist und Violinist
- Franz Sebastian von Thürheim (1665–1726), k. k. Feldmarschall und Inhaber des Infanterieregiment No. 28
- Johann Michael Prunner (1669–1739), Architekt des Barockzeitalters
- Johann Adam Pruner (1672–1734), Händler, Stadtrichter und Bürgermeister
- Xaver Ernbert Fridelli (1673–1743), Kartograph, Jesuit und Missionar
- Adam Franz Karl (1680–1732), Obersthofmarschall
- Maria Elisabeth von Österreich (1680–1741), Statthalterin der österreichischen Niederlande
- Ottokar von Starhemberg (1681–1733), General (Feldzeugmeister)
- Ludwig Andreas von Khevenhüller (1683–1744), kaiserlicher Feldmarschall und Oberbefehlshaber
- Maria Anna von Österreich (1683–1754), Erzherzogin von Österreich und Königin von Portugal
- Anton Richter (1688–1765), Orgelbauer
- Franz Alois von Lamberg (1692–1732), Weihbischof in Passau
- Wolfgang Andreas Heindl (1693–1757), Maler
- Joseph Anton Feuchtmayer (1696–1770), Stuckateur und Bildhauer, Altarbauer und Kupferstecher
- Ignaz Greiner (1698–1755), Theologe
- Josef Khell von Khellburg (1714–1772), Jesuit, Philosoph und Numismatiker
- Johann Ludwig Adam von Starhemberg (1717–1778), Feldmarschall-Lieutenant
- Joseph Walcher (1719–1803), Jesuit, Mathematiker und Physiker
- Franz Aspelmayr (1728–1786), Komponist
- Rudolph Graser (1728–1787), römisch-katholischer Theologe, Benediktiner, Professor für Poetik und Homilet
- Christoph Wilhelm II. von Thürheim (1731–1809), Hauptmann des Landes ob der Enns
- Johann Amadeus Franz von Thugut (1736–1818), Staatsmann
- Nikolaus Rummel d. J. (1745–1839), Orgelbauer
- Georg Rechberger (1758–1808), Kirchenrechtler
- Carl Joseph von Clam-Martinic (1760–1826), Oberstlandkämmerer
- Franz Xaver Glöggl (1764–1839), Musiker
- Theodor Baillet von Latour (1780–1848), Offizier und Politiker
- Joseph Sutter (1781–1866), Maler und Mitbegründer der Nazarener-Bewegung
- Marianne von Willemer (1784–1860), Schauspielerin und Tänzerin
- Joseph von Spaun (1788–1865), Lotteriegefällendirektor
- Anton von Spaun (1790–1849), Literaturhistoriker, Volkskundler und Musiker
- August Karl Emanuel von Bellegarde (1795–1873), Feldmarschall-Lieutenant, Obersthofmeister der Kaiserin Karoline Auguste und k.k. Geheimer Rat
- Augustin Rechberger (1800–1864), Theologe und Geistlicher
- Josef Dierzer von Traunthal (1800–1857), Textilindustrieller und Politiker

### 19. Jahrhundert

#### 1801 bis 1850
- Carl Leopold Planck von Planckburg (1802–1868), Bankier
- Reinhold Körner (1803–1873), Kaufmann, Politiker, Bürgermeister von Linz
- Vinzenz Fink (1807–1877), Politiker, Bürgermeister von Linz und Verlagsbuchhändler
- Johann Baptist Schiedermayr der Jüngere (1807–1878), katholischer Geistlicher
- Michael Leopold Ferdinand Graf von Althann (1808–1890), Offizier
- Rudolf Kner (1810–1869), Zoologe und Ichthyologe
- Mathäus Edenberger (1811–1874), Kaufmann, Realitätenbesitzer und Abgeordneter zum Österreichischen Abgeordnetenhaus
- Leopold Zinnögger (1811–1872), Maler und Botaniker
- Wilhelm Schiedermayer (1812–1855), Jurist und Politiker
- Ferdinand von Langenau (1818–1881), Botschafter und Militär
- Albert Pflügl (1818–1886), römisch-katholischer Priester und Abgeordneter zum Österreichischen Abgeordnetenhaus
- Joseph Roman Lorenz (1825–1911), Gymnasiallehrer, Volkswirt und Naturforscher
- Hermann Vielguth (1825–1903), Fabriksbesitzer, Apotheker und Abgeordneter zum Österreichischen Abgeordnetenhaus
- Hubert Meyer (1826–1895), Maler und Lithograf
- Ludwig Martinelli (1832–1913), Schauspieler und Regisseur
- Joseph Munsch (1832–1896), Maler
- Carl Franz Planck von Planckburg (1833–1880), Bankier
- Friedrich von Kenner (1834–1922), Klassischer Archäologe
- Ida Pellet (1837–1863), deutsche Schauspielerin
- Carl Chorinský (1838–1897), Jurist
- Adolf Dürrnberger (1838–1896), Advokat und Abgeordneter zum Österreichischen Abgeordnetenhaus
- Wilhelm Pailler (1838–1895), Theologe und Volkskundler
- Josef Sprinzl (1839–1898), Theologe und Hochschullehrer
- Hermann Planck von Planckburg (1840–1904), Gutsbesitzer
- Alois Greil (1841–1902), Maler und Illustrator
- Henriette Auegg (1841–1912), Schriftstellerin, Erzieherin und Pflegerin
- Eduard Planck von Planckburg (1841–1918), Landtags- und Reichsratsabgeordneter
- Gerhard Haslroither (1842–1917), Zisterzienserabt von Schlierbach
- Theodor Petrina (1842–1928), Internist
- Karl Zehden (1843–1901), Geograph
- Andreas Reischek (1845–1902), Forschungsreisender, Ethnograph und Ornithologe
- Edmund Attems (1847–1929), Landeshauptmann des Herzogtums Steiermark und Abgeordneter zum Österreichischen Abgeordnetenhaus

#### 1851 bis 1900
- Anton Matosch (1851–1918), Bibliothekar und Heimatdichter
- Franz Xaver Held (1852–1932), Lehrer und Politiker
- Josef Ignaz Sattler (1852–1927), Bildhauer
- Siegmund Steiner (1853–1909), Sänger
- Adolf Fischer (1856–1908), Mittelschullehrer, Maler und Illustrator
- Franziska Baernreither (1857–1927), Malerin und Schriftstellerin
- Antonie Baumberg (1857–1902), Schriftstellerin
- Franz Beyer (1857–1925), Kaufmann und Politiker
- Mathilde Kralik (1857–1944), Komponistin
- Alois Riegl (1858–1905), Kunsthistoriker und Denkmalpfleger
- August Göllerich (1859–1923), Pianist, Dirigent und Musikschriftsteller
- Ernst Lauda (1859–1932), Wasser- und Brückenbautechniker, Spitzenbeamter und Berater
- Ludwig Mayrhofer (1862–1956), Orgelbauer
- Hermann Bahr (1863–1934), Schriftsteller, Dramatiker sowie Theater- und Literaturkritiker
- Anton Pachinger (1864–1938), Wissenschaftler und Volkskundler
- Franz Zimmermann (1864–1956), Maler
- Norbert Ortner (1865–1935), Internist
- Leopold Andres (1866–1950), General, Kartograph und Geodät
- Hermann Benke (1866–1937), Schauspieler
- Adolph von Holzhausen (1866–1923), deutscher Offizier und Stifter
- Raoul Frank (1867–1939), Landschaftsmaler
- Hedwig Bleibtreu (1868–1958), Theater- und Filmschauspielerin
- Josef Dametz (1868–1927), Politiker, Gewerkschafter und Bürgermeister
- Fritz Lach (1868–1933), Maler und Grafiker
- Stefanie Nauheimer (1868–1946), Frauenrechtlerin
- Innocenz Tallavania (1868–1934), Obermagistratsrat
- Karl Planck von Planckburg (1869–1945), Gutsbesitzer
- Robert Reininger (1869–1955), Philosoph
- Arnold Hagenauer (1871–1918), Schriftsteller und Kritiker
- Franz Ertl (1872–1933), Bahnbediensteter und christlichsozialer Politiker
- Eugen Werkowitsch (1872–1945), Politiker
- Karl Brdlik (1874–1948), Lehrer und Heimatforscher
- Eduard Euller (1874–1935), Politiker
- Franz Bauer (1876–1944), Politiker, Gastwirt und Kommerzialrat
- Wilhelm Nida-Rümelin (1876–1945), Bildhauer
- Pedro Sinzig (1876–1952), brasilianischer Franziskaner, Komponist, Schriftsteller und Journalist
- Hedda Wagner (1876–1950), Schriftstellerin, Komponistin, Musikpädagogin und Frauenrechtlerin
- Franz Langoth (1877–1953), Lehrer, Unteroffizier und Politiker
- Jutta Sika (1877–1964), Künstlerin der Wiener Werkstätte
- Karl Breitenthaler (1879–1950), Mitglied des Reichstags
- Christian Fischer (1879–1934), Redakteur und Politiker
- Wolfgang Denk (1882–1970), Chirurg
- Bruno Buchwieser senior (1883–1960), Architekt
- Hugo Mayer (1883–1930), Architekt
- Franz Resl (1883–1954), Komiker, Unterhaltungskünstler und Schriftsteller
- Josef Aigner (1884–1947), Landesbeamter und Politiker
- Egon Hofmann (1884–1972), Maler, Dichter, Bergsteiger und Industrieller
- Karl Jax (1885–1968), Klassischer Philologe
- Robert König (1885–1979), Mathematiker
- Theodor Nußbaum (1885–1956), Garten-Techniker und Baudirektor
- Ferdinand Brunner (1886–1945), Politiker
- Louise Kartousch (1886–1964), Charaktertänzerin und Operettensängerin
- Robert Mehr (1886–1935), Politiker und Linzer Bürgermeister
- Egmont Colerus (1888–1939), Schriftsteller
- August Kubizek (1888–1956), Freund Adolf Hitlers
- Hans Commenda junior (1889–1971), Heimatforscher
- Max Fellerer (1889–1957), Architekt
- Ferdinand Kögl (1890–1956), Musiker und Schriftsteller
- Demeter Koko (1891–1929), Maler und Zeichner
- Ernst Koref (1891–1988), Politiker und Bürgermeister von Linz
- Rudolf Leitner (1891–1947), Gesandter in Pretoria
- Paula May-Pillesmüller (1891–1946), Malerin und Kunstpädagogin
- Hans Pollack (1891–1968), Bankkaufmann, Maler und Grafiker
- Otto Reisch (1891–1977), Psychiater und T4-Gutachter
- Richard Tauber (1891–1948), Tenor
- Grete von Urbanitzky (1891–1974), Schriftstellerin, Übersetzerin und Journalistin
- Ernst Hirsch (1892–1973), Priester und Politiker
- Karl Scharrer (1892–1959), Agrikulturchemiker
- Hans Franta (1893–1983), Maler
- Heinrich Gleißner (1893–1984), Jurist und Politiker
- Klemens Brosch (1894–1926), Maler und Grafiker
- Arthur Fischer-Colbrie (1895–1968), Schriftsteller und Beamter
- Johannes Hollnsteiner (1895–1971), röm.-kath. Theologe und Archivar
- Franz Lehrer (1895–1962), Beamter, Grafiker, Kalligraf und Exlibriskünstler
- Josef Neukirch (1895–1953), Landesrechnungsdirektor und Maler
- Otto Pensl (1895–1945), Kommunist, Widerstandskämpfer gegen den Nationalsozialismus und Langstreckenläufer
- Ludwig Hiermann (1897–1962), Jurist, Kammersekretär und Politiker
- Wilhelm Kurtz (1897–1942), Kunsthändler, Boxer, Schwimmer und Sportfunktionär
- Rudolf Reinhart (1897–1975), Bildhauer
- Paula Scherleitner (1897–1978), Medizinerin
- Gustav Canaval (1898–1959), Journalist
- Franz Schattenfroh (1898–1974), österreichisch-deutscher Politiker
- Alois Wimberger (1898–1981), Lehrer und Politiker
- Emy Sommerhuber (1898–1958), Malerin und Pianistin
- Heinrich Kodré (1899–1977), Oberst im Generalstab und Widerstandskämpfer
- Anton Slupetzky (1899–1987), Unternehmer, Nationalsozialist und Kriegsverbrecher
- Maria Höfner (1900–1992), Arabistin und Äthiopistin
- Alfred Poell (1900–1968), Wiener Kammersänger

### 20. Jahrhundert

#### 1901 bis 1910
- Rudolf Reisetbauer (1901–1963), Politiker und Handelskammerangestellter
- Eduard Macku (1901–1999), Komponist, Dirigent und Intendant
- Emmerich Pöchmüller (1902–1963), Chemiker
- Josef Dobretsberger (1903–1970), Jurist, Nationalökonom und Politiker
- Konrad Glaser (1903–1943), Altphilologe
- Toni Hofer (1903–1979), Grafiker, Exlibriskünstler, Kunstsammler und Heraldiker
- Adolf Kainz (1903–1948), Kanute
- Viktor Löwenfeld (1903–1960), deutsch-amerikanischer Kunstpädagoge
- Helene von Österreich (1903–1924), Tochter von Erzherzog Peter Ferdinand von Österreich-Toskana
- Alfred Crepaz (1904–1999), Tiroler Bildhauer
- Karl Fellinger (1904–2000), Mediziner
- Henriette Haill (1904–1996), Schriftstellerin
- Nikolaus Hofreiter (1904–1990), Mathematiker
- Kurt Beer (1905–nach 1962), österreichisch-deutscher Verwaltungsjurist und Landrat
- Norbert Demmel (1905–?), Architekt und SS-Führer
- Hans Eisenkolb (1905–1978), Politiker und SS-Führer
- Wilhelm Kühnelt (1905–1988), Zoologe, Entomologe, Ökologe und Umweltschützer
- Franz Klafböck (1906–1969), Landtagsabgeordneter
- Leo Raubal (1906–1977 oder 1979), Halbneffe Adolf Hitlers
- Eduard Zak (1906–1979), Schriftsteller, Übersetzer und Kritiker
- Fritz Eckhardt (1907–1995), Schauspieler, Autor und Regisseur
- Alexander Hammid (1907–2004), Avantgarde-Fotograf und Filmregisseur
- Hans Linser (1907–1991), Agrikulturchemiker
- Rudolf Lonauer (1907–1945), Arzt und NS-Täter
- Anton Pischinger (1907–2003), Maschinenbauer
- Walter Hitzinger (1908–1975), Industriemanager
- Robert Bernardis (1908–1944), Oberstleutnant im Generalstab und Widerstandskämpfer
- Geli Raubal (1908–1931), Nichte Adolf Hitlers
- Auguste Jordan (1909–1990), österreichisch-französischer Fußballspieler und -trainer
- Anton Mayrhauser (1909–1992), Politiker
- Fritz Fröhlich (1910–2001), Maler
- Gottfried Hermann (1910–1976), Turner
- Elisabeth Mühlenweg (1910–1961), Malerin und Illustratorin
- Josef Schweighofer (1910–2010), Politiker (SPÖ)

#### 1911 bis 1920
- Herbert Andorfer (1911–2003), SS-Obersturmführer, Lagerkommandant und Kommandant einer „Bandenbekämpfungseinheit“ in Norditalien
- Hans Bach (1911–2002), Agrarwissenschaftler, Soziologe, Universitätsprofessor und Rektor der Universität Linz
- Otto Kranzlmayr (1911–1972), Politiker und Staatsanwalt
- Heinrich Fichtenau (1912–2000), Historiker und Diplomatiker
- Eduard Tenschert (1912–2003), Maler
- Karl Wallmüller (1913–1944), Fußballspieler
- Josef Bloderer (1914–1994), Widerstandskämpfer
- Elfriede Gollmann (1914–2007), Theaterschauspielerin
- Fred Jay (1914–1988), Schlagertexter
- Oskar Sakrausky (1914–2006), Theologe und Bischof
- Kurt Wöss (1914–1987), Dirigent
- Heinz Fischer-Karwin (1915–1987), Hörfunk- und Fernsehjournalist und Moderator
- Helmut Eder (1916–2005), Komponist
- Rudolf Hoflehner (1916–1995), Bildhauer und Maler
- Josef Haiböck (1917–2002), General
- Marianne Weingärtner (1917–1995), Malerin, Grafikerin und Hochschullehrerin
- Karl Derntl (1918–1975), Musiker und Komponist
- Otto Glück (1918–2003), Mediziner und Politiker
- Rudolf Bayr (1919–1990), Dramatiker, Lyriker, Essayist, Kritiker und Übersetzer
- Ernst Fehrer (1919–2000), Erfinder, Industrieller und Begründer der Textilmaschinenfabrik Dr. Ernst Fehrer AG
- Johann Haselgruber (1919–1967), Unternehmer
- Rosa Hofmann (1919–1943), kommunistische Jugendfunktionärin und Widerstandskämpferin
- Kurt Jeschko (1919–1973), Sportjournalist und Fernsehmoderator
- Adolf Leidlmair (1919–2010), Geograph und Hochschullehrer
- Roman Leitner (1919–2012), Wirtschaftsprüfer, Steuerberater und Kammerpräsident
- Karl Pelnöcker (1919–2002), Architekt, vortragender Hofrat
- Alfred Zemanovský (1919–1994), slowakischer Komponist, Chorleiter und Musikverleger
- Herbert Erich Baumert (1920–2002), Grafiker, Heraldiker und Heimatforscher
- Paul Bös (1920–1967), Schauspieler und Kabarettist
- Walter Brauneis (1920–2000), Politiker und Gewerkschafter
- Curt Christian (1920–2010), Mathematiker, Logiker und Arzt
- Hermann Friedl (1920–1988), Mediziner und Schriftsteller
- Karl Ignaz Hennetmair (1920–2018), Handelsreisender, Ferkelgroßhändler und Immobilienmakler
- Ernst Hilger (1920–2010), Fernsehjournalist
- Hermann Kohl (1920–2010), Geograf, Geologe, Pädagoge und Museumsleiter
- Hubert Mann (1920–2014), Schauspieler
- Kurt Paupié (1920–1981), Professor für Zeitungswissenschaft
- Kurt Steyrer (1920–2007), Politiker

#### 1921 bis 1930
- Ernst Balluf (1921–2008), Maler und Grafiker
- Alfred Doppler (1921–2025), Literaturwissenschaftler und Hochschullehrer
- Franz Hillinger (1921–1991), Politiker, Beamter und Bürgermeister von Linz
- Konrad Landgraf (1921–2000), Politiker und Cafetier
- Otto Liedl (1921–2010), Politiker, Mitglied des Bundesrates
- Hermann Sturm (1921–1984), SS-Oberscharführer
- Sieglinde Wagner (1921–2003), Altistin
- Erich Slupetzky (1922–1994), Unternehmer, FPÖ-Politiker, Rechtsextremist
- Heinz Schachermayer (1922–2007), Unternehmer
- Wilfried Scheib (1922–2009), Fernseh-Musik-Pionier
- Othmar Wessely (1922–1998), Musikwissenschaftler
- Rudolf Aitzetmüller (1923–2000), Slawist
- Inge Egger (1923–1976), Filmschauspielerin
- Friedrich Jahn (1923–1998), Gastronom und Gründer der Wienerwald-Kette
- Albert Leibenfrost (1923–2005), Politiker und Wirtschaftsfachmann
- Gerhard Possart (1923–1996), Politiker
- Karl Wiesinger (1923–1991), Schriftsteller
- Richard Kittler (1924–2009), Komponist und Pädagoge
- Erika Mahringer (1924–2018), Skirennläuferin
- Herbert Eisenreich (1925–1986), Schriftsteller
- Otto Haubner (1925–1999), Lehrer, Schuldirektor, Dichter, Schriftsteller, Maler und Komponist
- Günther Oellers (1925–2011), Bildhauer
- Leopold Helbich (1926–2004), Steinmetzmeister, Industrieller und Politiker
- Igo Hofstetter (1926–2002), Operettenkomponist
- Manfred Mayrhofer (1926–2011), Indogermanist
- Ernst Reichl (1926–1996), Chemiker, Informatiker und Entomologe
- Veit Relin (1926–2013), Schauspieler, Drehbuchautor und Regisseur
- Heinrich Gleissner (1927–2016), Botschafter
- Othmar Hageneder (1927–2020), Historiker
- Christian Kunz (1927–2020), Virologe
- Horst Stadlmayr (1927–1998), Kulturmanager und Gründungsleiter des Brucknerhauses
- Kurt Klinger (1928–2003), Schriftsteller und Publizist
- Theo Linz, bürgerlich Theodor Geyer (1928–2009), Maler, Zeichner, Filmemacher, Journalist und Gastwirt
- Max Lotteraner (1928–2009), Politiker und Sportler
- Hans Schaumberger (1928–2007), Maler und Grafiker
- Heinrich Wänke (1928–2015), Physiker und Kosmochemiker
- Edwin Zbonek (1928–2006), Film- und Theaterregisseur
- Beatrix Eypeltauer (1929–2023), Juristin und Politikerin
- Theodor Hassek (1929–2009), Komponist und Musiker
- Bruno Primetshofer CSsR (1929–2014), römisch-katholischer Ordensgeistlicher und Kirchenrechtler
- Fritz Aigner (1930–2005), Maler
- Rupert Falkner (1930–2022), Architekt
- Klaus Foppa (1930–2021), österreichisch-schweizerischer Psychologe und emeritierter Professor
- Jakob Kopp (1930–2019), Bildhauer und Maler
- Egon Sohmen (1930–1977), deutsch-österreichischer Wirtschaftswissenschaftler
- Anton Wimmersberger (1930–1987), Politiker

#### 1931 bis 1940
- Wolf Dietrich (* 1931), Filmregisseur
- Fritz Freyschlag (1931–2004), Politiker
- Josef Kirschner (1931–2016), Journalist, Fernsehmoderator und Autor
- Erich Robert Klein (1931–2016), Biologe, Botaniker
- Kurt Muthspiel (1931–2001), Chorerzieher und Komponist
- Gottfried Bachl (1932–2020), Universitätsprofessor für katholische Dogmatik
- Franz Gary (1932–2003), Schauspieler
- Hans Georg Zapotoczky (1932–2010), Psychiater
- Karl Grünner (1932–2003), Politiker
- Kurt Huemer (1933–2005), Sänger und Schauspieler
- Erich Eder de Lastra (* 1933), Komponist
- Erich Linemayr (1933–2016), FIFA-Schiedsrichter
- Hans Petermandl (* 1933), Pianist
- Walter Schmidinger (1933–2013), Schauspieler
- Karl-Albert Eckmayr (* 1934), Politiker
- Roland Ertl (1934–2015), Architekt
- Gerhard Pendl (1934–2021), Mediziner und Universitätsprofessor
- Karl Rehberger (1934–2018), Priester, Historiker, Archivar, Bibliothekar und Hochschullehrer
- Konrad Oberhuber (1935–2007), Kunsthistoriker
- Manfred Pertlwieser (1935–2015), Prähistoriker, Graphiker und Autor
- Helmut Kindl (* 1936), österreichischer Biochemiker und Pflanzenphysiologe
- Hans Rochelt (1936–2016), Autor, Kulturredakteur
- Wolfdieter Bihl (* 1937), Historiker, wissenschaftlicher Autor und Universitätsprofessor
- Waltraut Cooper (* 1937), Künstlerin
- Martin Flossmann (1937–1999), Schauspieler, Theaterautor und Kabarettist
- Bruno Riedl (1937–2019), Orgelbauer
- Josef Schmid (1937–2018), Soziologe
- Helene von Damm, geborene  Winter (* 1938), US-amerikanische Politikerin, Botschafterin der Vereinigten Staaten in Österreich
- Gerlinde Locker (* 1938), Bühnen-, Film- und Fernsehschauspielerin
- Karl Moik (1938–2015), Fernsehmoderator und Entertainer
- Helmut Satzinger (* 1938), Ägyptologe und Koptologe
- Klaus Zapotoczky (* 1938), Soziologe
- Othmar Zechyr (1938–1996), Maler und Zeichner
- Helmut Beran (* 1939), Statistiker
- Hubert Gaisbauer (* 1939), Autor und Hörfunkabteilungsleiter
- Hans Jellouschek (1939–2021), deutsch-österreichischer Theologe, Psychotherapeut und Autor
- Erhard Koppler (* 1939), Gewerkschaftsfunktionär, Politiker und Hüttenarbeiter
- Helmut Sohmen (* 1939), Jurist und Manager
- Peter Stöger (1939–1997), Künstler und Literat
- Peter Vodosek (* 1939), Bibliothekshistoriker
- Uwe Bolius (1940–2014), Schriftsteller und Regisseur
- Prasthan Dachauer (1940–2016), Maler und Grafiker
- Richard Eder (* 1940), Galerist
- Valie Export (* 1940), Medienkünstlerin
- Herbert Hiesmayr (1940–2016), Pädagoge, akademischer Maler, Autor und Heimatforscher
- Sigrid Deger-Jalkotzy (* 1940), Archäologin und Althistorikerin
- Inge Holzer-Siebert (1940–1971), Schauspielerin
- Herwig Krenn (1940–2011), deutscher Romanist
- Isolde Lachmann (1940–2006), Schriftstellerin
- Alfred Mitterhofer (1940–1999), Organist, Cembalist und Komponist
- Manfred Payrhuber (1940–2018), Sportkommentator
- Roland Traunmüller (* 1940), Informatiker

#### 1941 bis 1950
- Peter Huemer (* 1941), Publizist, Journalist und Historiker
- Ernst Krittian (1941–2018), Verkehrsplaner und Hochschullehrer
- Wolfgang Lipp (1941–2014), deutscher Soziologe und Hochschullehrer
- Laurids Ortner (* 1941), Architekt und Hochschullehrer
- Karl Sinzinger (* 1941), Ruderer
- Franz Speta (1941–2015), Botaniker
- Hubert Straßl (* 1941), Schriftsteller
- Helmut Türk (* 1941), Jurist und Richter am Internationalen Seegerichtshof
- Martin Aigner (1942–2023), Mathematiker
- Ute Bock (1942–2018), Erzieherin
- Olaf Bockhorn (1942–2023), Volkskundler
- Helmut Dietachmayr (* 1942), Politiker
- Frank Elstner (* 1942), Radiomacher, Fernsehshowmaster und Erfinder von Fernsehsendungen
- Ulli Fessl (* 1942), Schauspielerin
- Ernst-Christian Gerhold (* 1942), evangelisch-lutherischer Theologe
- Hedda Kainz (* 1942), Gewerkschafterin und Politikerin, Mitglied des österreichischen Bundesrates
- Hannelore Kramm (1942–2023), Schlagersängerin und Schauspielerin
- Susanna Kubelka (1942–2024), Schriftstellerin
- Peter Oberndorfer (1942–2024), Jurist und Hochschullehrer, Rektor der Johannes Kepler Universität Linz (1979–1981)
- Norbert Peters (1942–2015), Ingenieur
- Heinz Preiss (* 1942), Musikpädagoge und Politiker
- Günter Puttinger (* 1942), Gastwirt und Politiker
- Rudolf H. Riener (1942–2012), Journalist
- Johann Schuster (* 1942), Politiker und Landwirt
- Franz Schwabeneder (* 1942), Journalist, Regisseur und Kunstförderer
- Herwig van Staa (* 1942), Politiker
- Gert Winkler (1942–2016), Produzent und Regisseur
- Wendelin Ettmayer (* 1943), Politiker und Autor
- Dieter Lukesch (* 1943), Universitätsprofessor und Politiker
- Dorothea Macheiner (* 1943), Schriftstellerin
- Hans Dieter Mairinger (* 1943), Soziologe, Pädagoge, Autor und Übersetzer
- Manfred Ortner (* 1943), Architekt
- Uta Barbara Pühringer (* 1943), Politikerin
- Hans-Jörg Ratzenböck (1943–2016), Entertainer und Museumsleiter
- Reinhard Rieger (1943–2006), Zoologe
- Helmut Rizy (* 1943), Schriftsteller
- Arbogast Schmitt (* 1943), Gräzist und Hochschullehrer
- Ty Tender, bürgerlich Fritz Weiler (* 1943), Sänger und Entertainer
- Alexander Wied (* 1943), Kunsthistoriker
- Bruno Wögerer (* 1943), Politiker
- Peter Zurek (1943–2013), Journalist
- Heinz Benzenstadler (* 1944), Autor
- Peter Keppelmüller (* 1944), Chemiker und Politiker
- Peter Palese (* 1944), austro-amerikanischer Virologe
- Wolfgang Quetes (* 1944), Schauspieler, Theater- und Opernregisseur und Theaterintendant
- Harald Zuschrader (* 1944), Komponist und Musiker
- Walter Blumberger (* 1945), Soziologe, Sozialforscher und künstlerischer Fotograf
- Gerhard Hartmann (* 1945), Kirchenhistoriker
- Heribert Sasse (1945–2016), Schauspieler, Regisseur und Theaterintendant
- Erhard Grossnigg (* 1946), Unternehmer
- Wolfgang Kern (* 1946), Geograph
- Günther Leitner (* 1946), Kulturmanager
- Helmut Lukesch (* 1946), Psychologe und Hochschullehrer
- Johann Mayr (* 1946), Historiker, Germanist, Jurist und Hochschullehrer
- Jörg R. Mühlbacher (* 1946), Informatiker
- Erwin Obermair (1946–2017), Amateurastronom und Asteroidenentdecker an der Kepler Sternwarte Linz
- Volker Raus (* 1946), Schriftsteller
- Rainer Riepl (* 1946), Bildhauer, Maler und Kunsterzieher
- Katharina Riese (* 1946), Schriftstellerin
- Shlomo Sand (* 1946), Historiker
- Wolfgang Schulz (1946–2013), Konzertflötist und Hochschullehrer
- Dieter Stiefel (* 1946), Wirtschaftshistoriker
- Dietmar Brehm (* 1947), Maler, Filmemacher und Professor
- Ingrid Holzhammer (* 1947), Politikerin
- Johannes W. Pichler (* 1947), Universitätsprofessor
- Robert Schönmayr (* 1947), Neurochirurg
- Hubert Bognermayr (1948–1999), Musiker, Komponist und Pionier
- Peter Dinzelbacher (* 1948), Historiker
- Elfriede Kehrer (* 1948), Lyrikerin
- Gottfried Kneifel (* 1948), Politiker
- Rudolf Lidl (* 1948), Mathematiker und Hochschullehrer
- Doris Miedl-Pisecky (* 1948), Malerin und Kunstpädagogin
- Anna Mitgutsch (* 1948), Literaturwissenschaftlerin und Schriftstellerin
- Angela Orthner (* 1948), Politikerin
- Thomas Ortner (1948–2013), Journalist
- Elisabeth Rath (* 1948), Schauspielerin
- Joseph Gallus Rittenberg (* 1948), Fotograf, Bühnenbildner und Maler
- Hans Sisa (* 1948), Maler, Bildhauer und Opernsänger
- Erich Wolny (1948–2018), Jurist und Magistratsdirektor
- Werner Horvath (* 1949), Maler
- Herbert Kofler (1949–2019), Wirtschaftswissenschaftler und Professor an der Universität Klagenfurt
- Christoph Leitl (* 1949), Unternehmer und Politiker
- Klaus Liedl (* 1949), Bildhauer, Maler und Hochschullehrer
- Edmund Linhart (* 1949), Galerist, Maler und Grafiker
- Elfriede Madl (* 1949), Politikerin
- Margarete Maurer (* 1949), deutsch-österreichische Biochemikerin, Philosophin und Autorin
- Barbara Nath-Wiser (* 1949), Ärztin
- Adam C. Oellers (* 1949), Kunsthistoriker
- Hans Popper (* 1949), Direktor der Oberösterreichischen Gebietskrankenkasse
- Josef Pühringer (* 1949), Politiker
- Wolfgang Becvar (1950–2006), Tierarzt und Autor
- Heiner Boberski (* 1950), Sachbuchautor
- Helmut Draxler (* 1950), Vorstandsvorsitzender der RHI AG
- Gilla (* 1950), Sängerin
- Franz Glaser (* 1950), Archäologe
- Anselm Glück (* 1950), Schriftsteller, Maler und Grafiker
- Wolfgang Hofer (* 1950), Schlagersänger, Komponist und Liedtexter
- Ursula Kabas (* 1950), Psychologin und Schriftstellerin
- Walter Schachermayer (* 1950), Universitätsprofessor für Finanzmathematik
- Gerwald Sonnberger (1950–2001), Gründungsdirektor und Leiter des Museums Moderner Kunst in Passau
- Fritz von Thurn und Taxis (* 1950), Journalist
- Leo Windtner (1950–2025), Generaldirektor der Energie AG Oberösterreich und ehrenamtlich Präsident des Österreichischen Fußball-Bundes (ÖFB)

#### 1951 bis 1960
- Friedrich Bernhofer (* 1951), Politiker und Landtagsabgeordneter
- Gerlinde Döberl (1951–1989), Schauspielerin
- Eva Fischer (1951–2023), Künstlerin und Autorin
- Rupert Gottfried Frieberger (1951–2016), Organist, Komponist, Musikwissenschaftler und katholischer Theologe
- Camillo Gamnitzer (* 1951), Autor von Schachproblemen
- Manfred Koutek (* 1951), Maler und Grafiker
- Erich Meyer (* 1951), Amateurastronom und Asteroidenentdecker an der Kepler Sternwarte Linz
- Kurt Mitterndorfer (* 1951), Autor und Kabarettist
- Werner Pfeffer (* 1951), Installationskünstler, Kreativberater und Eventmanager
- Gerhard Schulz (* 1951), Violinist, Dirigent und Hochschullehrer
- Beni Altmüller (* 1952), Künstler
- Clemens Hellsberg (* 1952), Violinist
- Barbara Kleiner (* 1952), Übersetzerin
- Joachim Nemella (1952–2021), Soziologe und Sozialforscher
- Franz Obermayr (* 1952), Politiker
- Eva Pfisterer (* 1952), Wirtschaftsjournalistin
- Gerwald Rockenschaub (* 1952), Künstler und DJ
- Erwin M. Ruprechtsberger (* 1952), Provinzialrömischer Archäologe
- Roland Wagner (1952–2020), Informatiker
- Helmut Wiesinger (* 1952), Schauspieler, Autor und Regisseur
- Reinhold Aumaier (* 1953), Schriftsteller und Komponist
- Wolfgang Böck (* 1953), Schauspieler und Theaterintendant
- Walter Demel (* 1953), Historiker
- Heinz Engl (* 1953), Mathematiker
- Peter Faerber (* 1953), Film- und Theaterschauspieler sowie Synchronsprecher
- Elisabeth Freundlinger (* 1953), Politikerin, Unternehmerin und Sängerin
- Peter Michael Ikrath (* 1953), Bankmanager und Politiker
- Walter Kohl (* 1953), Schriftsteller
- Kurt Kotrschal (* 1953), Biologe, Verhaltensforscher und Autor
- Johanna Mayer (* 1953), Äbtissin von Frauenchiemsee
- Gunther Neuhaus (1953–2021), Biologe und Hochschullehrer
- Thomas Osterkorn (* 1953), Journalist
- Karl Sayer (* 1953), Jazzbassist
- Wolfgang Schimböck (* 1953), Politiker
- Elisabeth Schörgenhumer (* 1953), Pädagogin und Schriftstellerin
- Margit Schreiner (* 1953), Schriftstellerin
- Susanne Wegscheider (* 1953), Unternehmerin und Politikerin
- Arnold Weixelbaumer (* 1953), Politiker
- Peter Coeln (* 1954), Fotograf, Sammler, Kurator und Galerist
- Constanze Dennig (* 1954), Nervenfachärztin, Autorin, Regisseurin, Produzentin und Theaterleiterin
- Reinhard Firlinger (* 1954), Unternehmensberater und Politiker
- Herwig Haidinger (* 1954), Polizeibeamter
- Michael John (* 1954), Historiker und Ausstellungskurator
- Franz Kabelka (* 1954), Schriftstellerin
- Silvia Kronberger (* 1954), Hochschullehrerin
- Gabriela Moser (1954–2019), Gymnasiallehrerin und Politikerin
- Josef Niederhammer (* 1954), Kontrabassist
- Brigitte Povysil (* 1954), Radiologin, Primarärztin und Landespolitikerin, ehemalige Bundespolitikerin
- Franz Raschid (1954–2010), deutscher Fußballspieler und -trainer
- Robert Rebhahn (1954–2018), Rechtswissenschafter
- Johannes Reich-Rohrwig (* 1954), Jurist und Hochschullehrer
- Henriette Sadler (* 1954), Autorin
- Axel Seidelmann (* 1954), Komponist, Musikpädagoge und Dirigent
- Rudolf Trauner junior (1954–2024), Politiker und Unternehmer
- Christoph Wagner (1954–2010), Journalist und Publizist
- Gerhard Wagner (* 1954), römisch-katholischer Priester in Windischgarsten
- Herbert Danninger (* 1955), Chemiker, Pulvermetallurge, Hochschullehrer
- Konstanze Fliedl (* 1955), Literaturwissenschaftlerin
- Walter Gugerbauer (* 1955), Dirigent
- Christoph Janacs (* 1955), Schriftsteller
- Kurt Kopta (1955–2018), Künstler und kommunistischer Politiker
- Michael Krüger (* 1955), Rechtsanwalt und Ex-Politiker
- Ludwig Laher (* 1955), Schriftsteller
- Rudolf Leitner-Gründberg (* 1955), Maler
- Walter Oswald (* 1955), deutscher Fußballspieler
- Klaus Albrecht Schröder (* 1955), Kunsthistoriker und Museumsleiter
- Paul Achleitner (* 1956), Manager
- Eduard Arzt (* 1956), Physiker
- Georg Dox (* 1956), Journalist
- Tibor Foco (* 1956), Zuhälter und Motorradrennfahrer
- Elisabeth Max-Theurer (* 1956), Dressurreiterin
- Christine Mayr-Lumetzberger (* 1956), Lehrerin, Vagantenbischöfin und ehemalige Benediktinerin
- Werner Neubauer (* 1956), Politiker
- Ingrid Pabinger-Fasching (* 1956), Ärztin und Wissenschaftlerin
- Elisabeth Reich (* 1956), Lehrerin und Politikerin, Mitglied des Bundesrats
- Uwe Sailer (* 1956), Datenforensiker und Kriminalbeamter
- Mathilde Schwabeneder (1956–2025), ORF Korrespondentin und Buchautorin
- Georg Werthner (* 1956), Leichtathlet
- Rainer Bartel (* 1957), Dozent für Volkswirtschaft
- Andy Baum (* 1957), Pop-Musiker
- Josef Eberhardsteiner (* 1957), Bauingenieur und Werkstoffwissenschaftler
- Fritz Gusenleitner (* 1957), Entomologe
- Stefan Hammer (* 1957), Hochschullehrer für Staats- und Verwaltungsrecht
- Wolfgang Kauer (* 1957), Schriftsteller
- Dietmar Keck (* 1957), Politiker
- Gerhard König (* 1957), Schauspieler
- Bernhard Lang (* 1957), Komponist
- Klaus Lindenberger (* 1957), Fußballtorhüter und -trainer
- Herbert Lippert (* 1957), Opernsänger
- Christian Loidl (1957–2001), Schriftsteller und Performer
- Rudolf Luftensteiner (* 1957), römisch-katholischer Theologe und Ordensreferent
- Erich Möchel (* 1957), Redakteur der Futurezone
- Andreas Renoldner (* 1957), Autor
- Georg Schmiedleitner (* 1957), Regisseur und Theaterleiter
- Waltraud Schütz (1957–2005), Politikerin und Sozialwissenschafterin
- Harald Schwarzbauer (* 1957), Politiker und Gewerkschafter
- Peter Sonnberger (* 1957), Verwaltungsjurist
- Juta Tanzer (* 1957), Autorin, Kinderbuchautorin und Lyrikerin
- Hans Dieter Aigner (* 1958), Künstler und Schriftsteller
- Peter Baldinger (* 1958), bildender Künstler
- Werner Bartl (* 1958), Autor und Fernsehjournalist
- Thomas Baum (* 1958), Schriftsteller, Drehbuchautor und Supervisor
- Claudia Durchschlag (* 1958), Politikerin
- Ewald Feyerer (* 1958), Pädagoge und Hochschullehrer
- Fritz Hammel (* 1958), Theater-, Film- und Fernsehschauspieler
- Gottfried Hirz (* 1958), Politiker
- Harald Kislinger (* 1958), Schriftsteller und Dramatiker
- Gertraud Knoll (* 1958), evangelische Pfarrerin und Politikerin
- Franz Lehner (* 1958), Wirtschaftsinformatiker
- Bertrand Perz (* 1958), Dozent für Zeitgeschichte
- Kordula Schmidt (* 1958), Politikerin
- Ulrike Schwarz (* 1958), Sozialarbeiterin und Politikerin
- Herbert Sklenka (* 1958), Schriftsteller und Journalist
- Ulrike Wall (* 1958), Politikerin und Sparkassenangestellte
- Erich Watzl (* 1958), Politiker
- Emo Welzl (* 1958), Informatiker
- Friedrich Aumayr (* 1959), Physiker
- Roland Bauer (* 1959), Romanist
- Friedrich Buchmayr (* 1959), Autor, Bibliothekar, Germanist und Publizist
- Margit Feyerer-Fleischanderl (* 1959), Künstlerin
- Eva Maria Gattringer (* 1959), Politikerin
- Wolfgang Georgsdorf (* 1959), Regisseur, Zeichner, Maler, Bildhauer, Musiker und Autor
- Katharina Gsöllpointner (* 1959), Kunst- und Medienwissenschafterin
- Sylvia Haider (* 1959), Schauspielerin und Drehbuchautorin
- Michaela Hinterholzer (* 1959), Politikerin
- Doris Kloimstein (* 1959), Schriftstellerin
- Hofstetter Kurt (* 1959), Künstler und Komponist
- Herwig Mahr (* 1959), Politiker
- Ingrid Mülleder (* 1959), Schauspielerin
- Christoph Niemand (* 1959), römisch-katholischer Theologe
- Klaus Peham (* 1959), Jazzmusiker
- Severin Renoldner (* 1959), Theologe und Politiker
- Heinrich Schaller (* 1959), Bankmanager
- Christian Sery (* 1959), Künstler
- Peter Skorpik (* 1959), Komponist
- Andreas Steppan (* 1959), Schauspieler, Sänger und Entertainer
- Sonja Toifl-Campregher (* 1959), Politikerin
- Stephan Wögerbauer (* 1959), Geher
- Otto Zitko (* 1959), Künstler
- Werner Almhofer (* 1960), Diplomat
- Wilfried Auerbach (* 1960), Sportler, Politiker und Unternehmensberater
- Johannes Deutsch (* 1960), Maler, Grafiker und Medienkünstler
- Wolfgang Fadi Dorninger (* 1960), Musiker, Musik-Produzent und Künstler
- Wolfgang Görtschacher (* 1960), Literaturwissenschaftler
- Sabine M. Gruber (* 1960), Schriftstellerin und Musikpublizistin
- Eugenie Kain (1960–2010), Schriftstellerin
- Günther Kaip (* 1960), Schriftsteller
- Peter Reiter (* 1960), Judoka
- Thomas Renoldner (* 1960), Filmregisseur und Filmkurator
- Martina Salomon (* 1960), Journalistin
- Katharina Soukup-Altrichter (* 1960), Pädagogin und Hochschullehrerin
- Wilfried Steiner (* 1960), Schriftsteller
- Alois Stöger (* 1960), Politiker
- Franz Welser-Möst (* 1960), Dirigent

#### 1961 bis 1970
- Andreas Findig (1961–2018), Schriftsteller
- Gabriele Heidecker (1961–2008), Architektin und Künstlerin
- Albert Mülleder (1961–1999), Organist und Vikariatskantor
- Klaus Nüchtern (* 1961), Journalist
- Wolfgang Pirklhuber (* 1961), Agrarökologe und Politiker
- Peter Valentin (* 1961), Musiker und Komponist
- Hilde Wanner (* 1961), Politikerin und Beamtin
- Hans Bürger (* 1962), Journalist und Fernsehmoderator
- Peter Deckenbacher (* 1962), Offizier
- Christian Deutsch (* 1962), Politiker
- Ernst Fürlinger (* 1962), katholischer Theologe und Religionswissenschaftler
- Paul Haslinger (* 1962), Komponist
- Thomas Henzinger (* 1962), Informatiker
- Alfred Huber (* 1962), Komponist
- Bernadette Huber (* 1962), bildende Künstlerin und Medienkünstlerin
- Michael Pammer (* 1962), Professor
- Helmut Pernsteiner (* 1962), Wirtschaftswissenschaftler und Hochschullehrer
- Christian Radovan (* 1962), Jazz-Posaunist und Hochschullehrer
- RIK, bürgerlich Karl Richard Benedik (1962–2011), Musiker
- Bernhard Salomon (* 1962), Journalist, Autor und Verleger
- Markus Schlagnitweit (* 1962), Priester und Sozialwissenschaftler
- Andrea Seel (* 1962), Pädagogin und Hochschullehrerin
- Josef Schwaiger (* 1962), Künstler
- Günther Steinkellner (* 1962), Politiker
- Gottfried Angerer (* 1963), Bassgitarrist, Musikpädagoge und Systemanalytiker
- Mercedes Echerer (* 1963), Bühnen- und Filmschauspielerin, Moderatorin und Politikerin
- Christoph Etzlstorfer (* 1963), Rollstuhl-Leichtathlet
- Barbara Feichtinger-Zimmermann (* 1963), Altphilologin
- Gerhard Graml (* 1963), Jazzbassist, Bandleader, Komponist und Musikpädagoge
- Andreas Hutter (1963–2016), Journalist, Autor, Kultur- und Filmhistoriker
- Rainer Siegel (* 1963), Schriftsteller
- Monika Stadler (* 1963), Komponistin und Harfenistin
- Doris Baum (* 1964), Soziologin und Pädagogin
- Lorenz Duftschmid (* 1964), Gambist und Dirigent
- Markus Föderl (* 1964), Redakteur und Fernsehmoderator
- Maria Hofstätter (* 1964), Film- und Theaterschauspielerin
- Wolfgang Lamprecht (* 1964), Kulturpromotor und Autor
- Erich Lukas (* 1964), Koch
- Alexander Neuhuber (* 1964), Politiker
- Georg Nussbaumer (* 1964), Komponist und Installationskünstler
- Wolfgang Pree (* 1964), Informatiker und Professor
- Christine Roiter (* 1964), Schriftstellerin
- Martin Apeltauer (1965–2006), Politiker
- Andreas Brandtner (* 1965), deutscher Wissenschaftler
- Andreas Janko (* 1965), Jurist und Professor
- Ulrike Königsberger-Ludwig (* 1965), Politikerin
- Erich Kollmann (* 1965), Pokerspieler
- Christa Kolodej (* 1965), Pionierin
- Verena Madner (* 1965), Juristin, Professorin und Verfassungsrichterin
- Nina May (* 1965), Autorin und Journalistin
- Jürgen Meindl (* 1965), Jurist und Diplomat, österreichischer Botschafter
- Michael Palm (* 1965), Filmemacher und Filmtheoretiker, Filmeditor, Filmkomponist und Sound-Designer
- Alois Schwarz (1965–1999), Skilangläufer, Olympiateilnehmer
- Volker Türk (* 1965), Jurist und UN-Mitarbeiter, Hoher Kommissar der Vereinten Nationen für Menschenrechte
- Reinhard Winkler (* 1965), Fotograf
- Gerald Wirth (* 1965), Dirigent, Komponist und Chorpädagoge
- Thomas Doss (* 1966), Komponist und Dirigent
- Elgin Drda (* 1966), Verwaltungsjuristin
- Otto Hainzl (* 1966), Künstler und Fotograf
- Susi Jirkuff (* 1966), Künstlerin
- Gernot Kellermayr (* 1966), Zehnkämpfer
- Klaus Miesenberger (* 1966), Informatiker
- Thomas Oberreiter (* 1966), Diplomat
- Anna Maria Pammer (* 1966), Sopranistin
- Ulrike Rabmer-Koller (* 1966), Unternehmerin und Politikerin
- Elisabeth Vera Rathenböck (* 1966), Schriftstellerin
- Reinhard Resch (* 1966), Jurist und Professor
- Martin Selle (* 1966), Schriftsteller
- Alfred Simon (* 1966), Medizinethiker
- Christian Stumpf (* 1966), Fußballspieler
- Simon Wascher (* 1966), Musiker und Tänzer
- Andrea Bina (* 1967), Kulturmanagerin, Kunsthistorikerin und Museumsleiterin
- Romana Deckenbacher (* 1967), Politikerin und Gewerkschaftsfunktionärin
- Thomas Draschan (* 1967), Bildender Künstler und Filmemacher
- Alexander Falk (* 1967), Unternehmer
- Euke Frank (* 1967), Journalistin
- Edgar Honetschläger (* 1967), Filmemacher, Drehbuchautor und Künstler
- Andreas Jungwirth (* 1967), Schauspieler und Autor
- Thomas Renner (* 1967), Leichtathlet
- Bernhard Sallmann (* 1967), Filmemacher
- Bettina Soriat (* 1967), Sängerin, Tänzerin, Comedian und Choreographin
- Bettina Stadlbauer (* 1967), Politikerin
- Thomas Stelzer (* 1967), Landeshauptmann von Oberösterreich
- Jürgen Werner (* 1967), Fußballspieler
- Eveline Artmann (* 1968), Juristin und Professorin
- Christoph Campestrini (* 1968), österreichischer Dirigent
- Thomas Duschlbauer (* 1968), Kommunikations- und Kulturwissenschaftler und Publizist
- Thomas Eder (* 1968), Literaturwissenschaftler
- Sabine Engleitner-Neu (* 1968), Politikerin und Sozialarbeiterin
- Lorenz Estermann (* 1968), Künstler
- Irene Forstner-Müller (* 1968), Ägyptologin und Hochschullehrerin
- Ernst Hausleitner (* 1968), Sportjournalist und ORF-Kommentator
- Markus Hengstschläger (* 1968), Genetiker
- Markus Huemer (* 1968), Künstler
- Gerhard Jarosch (* 1968), Jurist
- Wolfgang Lehner (* 1968), Radiomoderator
- Helmut Rechberger (* 1968), Ressourcenmanager und Universitätsprofessor
- Karin Bachner (* 1969), Jazzmusikerin
- Susanne Fürst (* 1969), Rechtsanwältin und Politikerin, Abgeordnete zum Nationalrat
- Mathias Kahler-Polagnoli (* 1969), Schauspieler
- Barbara Kuebel (* 1969), Künstlerin
- Günther Lainer (* 1969), Kabarettist und Jongleur
- Birgit Minichmayr (* 1969), Liedermacherin
- Michael Moser (* 1969), Slawist und Hochschullehrer
- Chris Pichler (* 1969), Schauspielerin
- Herbert Raab (* 1969), Informatiker und Asteroidenentdecker
- Ulrike Schweiger (* 1969), Regisseurin, dramaturgische Beraterin und Autorin
- Nikolaus Thiel (* 1969), Abt von Schlierbach
- Maria Buchmayr (* 1970), Politikerin
- Renate Heitz (* 1970), Politikerin
- Michael Hintermüller (* 1970), Mathematiker und Hochschullehrer
- Inès Neuhaus, geborene Kargel (* 1970), Musikerin und Komponistin
- Judith W. Taschler (* 1970), Schriftstellerin
- Ray Watts (* 1970), Sänger, Komponist, Produzent und Verleger
- Hannes Wirlinger (* 1970), Schriftsteller und Drehbuchautor

#### 1971 bis 1980
- Monika Donner (* 1971), Sachbuchautorin und Juristin
- Bernhard Andreas Eckerstorfer OSB (* 1971), Benediktiner und Rektor der Benediktinerhochschule Sant’Anselmo in Rom
- Kristina Edlinger-Ploder (* 1971), Politikerin
- Dietmar Petschl (* 1971), Journalist und DJ
- Andreas Pum (* 1971), Landwirt und Politiker
- Heidi Achleitner (* 1972), österreichische Skibobfahrerin
- Jörg Auzinger (* 1972), Medienkünstler
- Harald Berger (1972–2006), dreifacher Weltmeister im Eisklettern
- Hannes Fuchs (* 1972), Badmintonspieler
- Harald Haselmayr (* 1972), Musiker, Dirigent und Kommunalpolitiker
- Rainer Innreiter (* 1972), Schriftsteller
- Tarek Leitner (* 1972), Journalist und TV-Moderator
- Jutta Leskovar (* 1972), Prähistorikerin
- Werner Rathmayr (* 1972), Skispringer
- Fritz Schmid (* 1972), Musical-Sänger
- Wolfgang Sigl (* 1972), Ruderer
- Herbert Wieger (* 1972), Fußballspieler
- Peter Binder (* 1973), Politiker
- Herwig Drechsel (* 1973), Fußballspieler
- Daniel Ennöckl (* 1973), Rechtswissenschaftler und Universitätsprofessor
- Franz Essl (* 1973), Ökologe
- Markus Altenfels (* 1974), Autor
- Bernhard Barta (* 1974), Autor und Journalist
- Elke Eckerstorfer (* 1974), Pianistin, Organistin und Cembalistin
- Tania Haiböck (* 1974), Duathletin und Triathletin
- Gernot Hörmann (* 1974), Journalist, Hörfunkmoderator und Fernsehmoderator
- Barbara Leitl-Staudinger (* 1974), Juristin und Professorin
- Martin Rummel (* 1974), Cellist
- Rüdiger Schender (* 1974), Jurist und Politiker
- Monika Sommer-Sieghart (* 1974), Historikerin, Kuratorin und Museumsdirektorin
- Parov Stelar (* 1974), DJ und Produzent
- Lisa Wildmann (* 1974), Schauspielerin
- Natalie Halla (* 1975), Filmregisseurin, Filmproduzentin, Kamerafrau und Drehbuchautorin
- Stefan Heizinger (* 1975), Künstler
- Julia Kröhn (* 1975), Romanautorin
- Thomas Philipp (* 1975), Sozialwissenschafter und Künstler
- Lorenz Raab (* 1975), Trompeter
- Gerald Resch (* 1975), Komponist
- Julia Röper-Kelmayr (* 1975), Ärztin und Politikerin
- Renate Silberer (* 1975), österreichische Lyrikerin, Schriftstellerin und Feldenkrais-Pädagogin
- Christina Thiele (* 1975), Chemikerin und Hochschullehrerin
- Christine Eder (* 1976), Regisseurin
- Patrick Fölser (* 1976), Handballspieler
- Michael Gruber (* 1976), Politiker und Abgeordneter zum Oberösterreichischen Landtag
- Jürgen Pettinger (* 1976), Journalist und Moderator
- Bernhard Saupe (* 1976), Schriftsteller
- Birgit Unterweger (* 1976), Schauspielerin
- Matthias Hack (* 1977), Schauspieler und Hörfunkmoderator
- Michael Hammer (* 1977), Politiker
- Georg Kofler (* 1977), Rechtswissenschaftler
- Petra Krumphuber (* 1977), Posaunistin
- Vera Lischka (* 1977), Schwimmerin
- Elisabeth Manhal (* 1977), Politikerin und Juristin
- Birgit Minichmayr (* 1977), Schauspielerin
- Johannes Steininger (* 1977). bildender Künstler und Klangkünstler
- Metin Aslan (* 1978), Fußballspieler
- Martin Ehrenhauser (* 1978), Politiker
- Gerald Horvath (* 1978), Triathlet
- Ikarus Kaiser (* 1978), Musikwissenschaftler und Komponist
- Gottfried Eugen Kreuz (* 1978), Klassischer Philologe
- Ewald Palmetshofer (* 1978), Dramatiker
- Hartmut Pötzelberger (* 1978), American-Football-Spieler
- Christoph Stangl (* 1978), Judoka
- Sabine Aichhorn (* 1979), bildende Künstlerin
- Markus Kiesenebner (* 1979), Fußballspieler
- Silvia Maleen (* 1979), Schauspielerin
- Severin Mayr (* 1979), Politiker, Abgeordneter zum Oberösterreichischen Landtag
- Angelika Niedetzky (* 1979), Schauspielerin und Kabarettistin
- Teresa Präauer (* 1979), Schriftstellerin und Künstlerin
- Philipp Sageder (* 1979), Jazzmusiker
- Barbara Wimmer (* 1979), Journalistin, Autorin und Vortragsrednerin
- Olivia Wöckinger (* 1979), Diplompädagogin, Autorin und Leichtathletin
- Harald Ambros (* 1980), Vielseitigkeitsreiter
- Antonia aus Tirol (* 1980), Musikerin und Entertainerin
- Sybille Bammer (* 1980), Tennisspielerin
- Thomas Burgstaller (* 1980), Fußballspieler
- Jasmine Chansri (* 1980), Politikerin
- Andreas Geroldinger (* 1980), Rechtswissenschaftler
- Rainer Hons (* 1980), Radiomoderator
- Klemens Kainmüller (* 1980), Handballspieler
- Sebastian Sageder (* 1980), Ruderer
- Barbara Schinko (* 1980), Schriftstellerin
- Richard Traunmüller (* 1980), Politikwissenschaftler

#### 1981 bis 1990
- Matthias Beham (* 1981), Leichtathlet
- Wolfgang Bubenik (* 1981), Fußballspieler
- Chakuza (* 1981), Musiker
- David Fuchs (* 1981), Schriftsteller, Onkologe und Palliativmediziner
- Marco Krainer (* 1981), Starkoch
- Bobbie Singer (* 1981), Sängerin
- Nicole Solarz (* 1981), Politikerin
- Wolfgang Stockinger (* 1981), Fußballspieler
- Tomas Tomke (* 1981), Schauspieler, Sänger und Musicaldarsteller
- Christina Keinert-Kisin (* 1982), Juristin und Buchautorin
- Helena Kirchmayr (* 1982), Politikerin
- Alexander Koll (* 1982), Skirennläufer
- Christoph Mitasch (* 1982), Jongleur
- Martina Ritter (* 1982), Radrennfahrerin
- Silvia Schneider (* 1982), Juristin, Moderatorin, Schauspielerin, Modedesignerin
- Elisabeth Schwetz (* 1982),  Beamtin, Bezirkshauptfrau, Volksanwältin
- DJ Stickle (* 1982), DJ und Produzent
- Christina Stürmer (* 1982), Sängerin
- Florian Danner (* 1983), Radio- und Fernsehmoderator
- Silvia Hackl (* 1983), Model, Playboy-Playmate und die Miss Austria 2004
- Michael Lindner (* 1983), Politiker, oberösterreichischer Landesrat
- Thomas Magauer (* 1983), Chemiker
- Anna Mayrhausr (* 1983), Journalistin
- Marianne Morawek (* 1983), Judoka
- Manuel Schüttengruber (* 1983), Fußballschiedsrichter
- Sibylle Trawöger (* 1983), Theologin
- Big J (* 1984), Rapper
- Marilies Jagsch (* 1984), Musikerin und Sängerin
- Dominik Koll (* 1984), Schwimmer
- Michael Mayr (* 1984), Eishockeyspieler
- Nadja Vogel (* 1984), Schauspielerin
- Anna Weidenholzer (* 1984), Schriftstellerin
- Christoph Eric Hack (* 1985), Schriftsteller und Historiker
- Gerhard Hauer (* 1985), Skibobfahrer
- Nina Kraft (* 1985), Fernsehmoderatorin
- Victoria Max-Theurer (* 1985), Dressurreiterin
- Rainer Moosbauer (* 1985), Fußballtorhüter
- Viktoria Schwarz (* 1985), Kanutin
- Andreas Ulmer (* 1985), Fußballspieler
- Amelie Zadeh (* 1985), bildende Künstlerin
- Michaela Herlbauer (* 1986), Triathletin
- Niklas Hoheneder (* 1986), Fußballspieler
- Magdalena Jirak (* 1986), Beachvolleyballspielerin
- Florian Klein (* 1986), Fußballspieler
- Manuel Mitasch (* 1986), Jongleur
- Alexandra Platzer (* 1986), Politikerin
- Johanna Priglinger (1986–2022), Politikerin
- Thomas Hinum (* 1987), Fußballspieler
- Thomas Asanger (* 1988), Komponist
- Haris Bukva (* 1988), Fußballspieler
- Thomas Fröschl (* 1988), Fußballspieler
- Clara Gallistl (* 1988), Kulturarbeiterin
- Ralph Mothwurf (* 1988), Musiker
- Patricia Reisinger (* 1988), Politikerin
- Peter Schildhammer (* 1988), Handballspieler und -trainer
- Riccardo Zoidl (* 1988), Radrennfahrer
- Stefan Hayböck (* 1989), Skispringer
- Melanie Böhm (* 1990), Schauspielerin, Sängerin und Tänzerin
- Florian Hart (* 1990), Fußballspieler
- Lukas Kragl (* 1990), Fußballspieler
- Heinz Lindner (* 1990), Fußballtorhüter
- Evelyn Pernkopf (* 1990), Skirennläuferin
- Raphaela Scharf (* 1990), Fernsehmoderatorin und Journalistin
- Hannes Schmid (* 1990), deutsch-österreichischer Schauspieler

#### 1991 bis 2000
- Michael Hayböck (* 1991), Skispringer
- Alexander Hermann (* 1991), Handballspieler
- Maximilian Hermann (* 1991), Handballspieler
- Matthias Huemer (* 1991), Judoka
- Vincent Kriechmayr (* 1991), Skirennläufer
- Christoph Lindenhofer (* 1991), Eishockeytorhüter
- Michael Schimpelsberger (* 1991), Fußballspieler
- Christoph Wagner-Binder (* 1991), Fußballtorwart
- Sebastian Feichtinger (* 1992), Handballspieler
- Markus Schiffner (* 1992), Skispringer
- Gernot Trauner (* 1992), Fußballspieler
- Michael Höfler (* 1993), Fußballspieler
- Niklas Mayrhauser (* 1993), Eishockeyspieler
- Nathalie Schwarz (* 1993), Skilangläuferin, Europameisterin
- Marcel Dähne (* 1993), Webvideoproduzent, Rapper und Influencer
- Edvin Hodžić (1994–2018), Fußballspieler
- Christian Kislinger (* 1994), Handballspieler
- Mateo Kovačić (* 1994), kroatisch-österreichischer Fußballspieler
- Alexander Zellhofer (* 1994), Fußballspieler und -trainer
- Mavi Phoenix (* 1995), Popmusiker
- Stefan Freunschlag (* 1996), Eishockeyspieler
- Susanne Walli (* 1996), Sprinterin
- Emir Karic (* 1997), Fußballspieler
- Xaver Schlager (* 1997), Fußballspieler
- Nicolas Schmid (* 1997), Fußballspieler
- Lara Krause (* 1998), Nachwuchssängerin und Model
- Thomas Preining (* 1998), Autorennfahrer
- Nemanja Celic (* 1999), Fußballspieler
- Anja Pichler (* 1999), Schauspielerin
- Jana Schnabel (* 1999), Dreispringerin
- Adnan Kanurić (* 2000), bosnisch-österreichischer Fußballtorwart
- Tobias Lawal (* 2000), Fußballtorwart

### 21. Jahrhundert
- Mathias Ablinger (* 2001), Fußballspieler
- Philipp Ablinger (* 2001), Fußballspieler
- Leo Köhldorfer (* 2001), Hürdenläufer
- Lukas Burgstaller (* 2002), Fußballspieler
- Pascal Juan Estrada (* 2002), Fußballspieler
- Endiorass Kingley (* 2002), Dreispringer
- Luka Sučić (* 2002), kroatischer Fußballspieler
- Martin Espernberger (* 2003), Schwimmer
- Florian Gruber (* 2003), Fußballspieler
- Sebastian Kapsamer (* 2003), Fußballspieler
- Lukas Jungwirth (* 2004), Fußballtorwart
- Kevin Kamenschak (* 2004), Mittelstreckenläufer
- Rocco Vicol (* 2004), Fußballspieler
- Evan Eghosa Aisowieren (* 2005), Fußballspieler
- Yanis Eisschill (* 2005), Fußballspieler
- Sebastian Leitner (* 2005), Fußballspieler
- Valentin Oelz (* 2005), Fußballtorwart
- Armin Midzic (* 2006), Fußballspieler
- Jakob Rosenthaler (* 2006), Motorradrennfahrer
- Paula Hainberger (* 2007), Schauspielerin

## Bekannte Einwohner von Linz
- Johannes Kepler (1571–1630), Mathematiker, Astronom und Physiker, lebte von 1612 bis 1626 in Linz
- Joseph Valentin Eybel (1741–1805), Publizist, Landrat in Linz
- Johann Christoph Stelzhammer (1750–1840), katholischer Geistlicher, Physiker und Rektor der Universität Wien; verbrachte seine letzten Lebensjahre in Linz, nachdem er dort aufgewachsen war
- Joseph Fouché (1759–1820), französischer Politiker und Polizeiminister, verbrachte einen Teil seiner Exilzeit in Linz
- Joseph Höger Edler von Högen (1767 – nach 1820), Dichter und Verwaltungsjurist, ab 1806 Landrechtsrat in Linz
- Johann Baptist Schiedermayr der Ältere (1779–1840), Komponist und Kirchenmusiker
- Joseph Rapp (1780–1865), Jurist, Verwaltungsbeamter, Politiker und Historiker
- Josef Ressel (1793–1857), Forstbeamter und Erfinder, besuchte das Gymnasium in Linz
- Johann Konrad Vogel (1796–1883), Zuckerbäcker, machte die Linzer Torte populär
- Adalbert Stifter (1805–1868), Dichter, Schriftsteller, Lehrer, Maler, lebte ab 1848 in Linz
- Franz Seraph Rieder (1806–1873), Geistlicher, Theologe und Kirchenrechtler, Domherr und Generalvikar sowie Leiter des Priesterseminars in Linz
- Ignaz Mayer (1810–1876), Gründer der Linzer Schiffswerft, kam als Jugendlicher nach Linz
- Anton Bruckner (1824–1896), Komponist, Domorganist in Linz
- Johann Baptist Wenig (1826–1875), Jesuit, studierte und war Gymnasialprofessor in Linz
- Johann Jax (1842–1937), Unternehmer für Nähmaschinen und Fahrräder sowie Stifter der Herz-Jesu-Kirche
- Ludwig Boltzmann (1844–1906), Physiker und Philosoph, lernte am Akademischen Gymnasium, Spittelwiese
- Gustav Steinberger (1862–1931), Architekt und von 1892 bis 1925 Baumeister in Linz
- Andreas Strickner (1863–1949), Maler, lebte von 1898 bis zu seinem Tod in Urfahr
- Matthäus Schlager (1870–1959), Architekt und Dombaumeister in Linz
- August Sander (1876–1964), Fotograf, lebte von 1901 bis 1910 in Linz
- Curt Kühne (1883–1963), Architekt, Stadtbaudirektor und Zivilingenieur in Linz
- Adolf Wagner von der Mühl (1884–1962), Bildhauer, lebte und wirkte einige Zeit in Linz
- Ignaz Brantner (1886–1960), Schauspieler, Autor, Librettist, von 1932 bis 1953 Direktor des Landestheaters Linz
- Adolf Hitler (1889–1945), Diktator, besuchte hier die Realschule
- Ludwig Wittgenstein (1889–1951), Philosoph, wohnte ca. zwei Jahre in Linz und maturierte 1906 erfolgreich an der Realschule, später Fadingerschule
- Johannes Ludwig (1900–1989), Generaldechant in Linz, päpstlicher Ehrenprälat, Stadtpfarrer von Braunau/Inn
- Helmut Weitzer (1901–1976), Industrieller und Manager
- Ernst Kaltenbrunner (1903–1946), Nationalsozialist, besuchte hier die Realschule
- Hans Foschum (1906–1956), Architekt und Oberbaurat der Landesbaudirektion
- Adolf Eichmann (1906–1962), SS-Obersturmbannführer, mitverantwortlich für den Holocaust; verbrachte Kindheit und Jugend in Linz (1914–1933)
- Ferry Bauer (1916–2010), Regisseur, Schauspieler und langjähriger Leiter der Literatur- und Hörspielabteilung im ORF-Landesstudio Oberösterreich, lebte seit September 1950 in Linz
- Gottfried Nobl (1923–2017), Architekt und Dombaumeister in Linz
- Oskar „Ferdl“ Kohlhauser (1934–2019), Fußballspieler, spielte hier ab 1957 Fußball und lebte hier sechs Jahrzehnte lang
- Silvia Glogner (1940–2011), Theaterschauspielerin, lebte seit 1976 in Linz
- Peter B. Hauser (* 1942), Numismatiker
- Gerhard Haderer (* 1951), Karikaturist
- Peter Androsch (* 1963), Musiker und Komponist, lebt seit 1969 in Linz
- Gazmend Freitag (* 1968), Maler, lebt seit 2009 in Linz